# Darko Pešić
Darko Pešić (montenegrinisch-kyrillisch Дарко Пешић; * 30. November 1992 in Cetinje, Bundesrepublik Jugoslawien) ist ein montenegrinischer Leichtathlet, der sich auf die Mehrkämpfe spezialisiert hat. Er ist aktuell Inhaber mehrerer Nationalrekorde.

## Leben
Darko Pešić stammt aus Montenegro. Seine Zwillingsschwester Danijela und sein jüngerer Bruder Dragan waren ebenfalls beide im Mehrkampf aktiv. Bereits während der Schulzeit fing Pešić mit der Leichtathletik an, wenngleich kaum die nötige Infrastruktur, in Form von Trainingshallen und Sportanlagen, in dem kleinen Land vorhanden ist. Am Mehrkampf faszinierte ihn die Vielseitigkeit der Disziplinen. 2011 verließ er die Heimat und begann zunächst unter der Anleitung von Goran Obradović in Novi Sad, im Nachbarland Serbien, zu trainieren. 2015 trainierte er für eine gewisse Zeit in Schweden und ab 2017 in Prag, nachdem nach seiner zwischenzeitlichen Rückkehr nach Serbien die dortige Trainingshalle abgerissen worden war. In Prag trainierte er unter Anleitung des ehemaligen tschechischen Zehnkämpfers Josef Karas. Zu seiner Trainingsgruppe gehörte unter anderem auch Adam Sebastian Helcelet.
Heute trainiert Pešić wieder in Novi Sad in Serbien, erneut unter Anleitung von Goran Obradović, der unter anderem auch die Weitspringerin Ivana Španović betreute. Er startet für den Verein Atletskog kluba Lim aus der Stadt Berane.

## Sportliche Laufbahn
Darko Pešić nahm 2009 im italienischen Brixen bei den U18-Weltmeisterschaften erstmals in einem Mehrkampf bei einer internationalen Meisterschaft teil. Den dort ausgetragenen Achtkampf beendete er auf dem 14. Platz und beschrieb den Wettkampf rückblickend als schrecklich, was seine Leistung anging. Zwei Jahre später trat er in Tallinn im Zehnkampf bei den U20-Europameisterschaften an, den er auf dem 13. Platz beendete. Weitere zwei Jahre später startete er bei den U23-Europameisterschaften im finnischen Tampere. Dabei belegte er mit neuer Bestpunktzahl von 7522 den 14. Platz. 2016 nahm Pešić an den Europameisterschaften in Amsterdam teil. Den Zehnkampf brach er nach der vierten Disziplin am ersten Tag, dem Hochsprung, ab. Im Frühjahr 2017 trat er vor heimischer Kulisse im Siebenkampf bei den Halleneuropameisterschaften in Belgrad an. Dabei stellte er mit 5984 Punkten einen neuen Nationalrekord auf und feierte mit dem sechsten Platz seinen bislang größten sportlichen Erfolg. Im Mai steigerte er sich dann anschließend beim Mehrkampf-Meeting Götzis auf eine Punktzahl von 7846. Bereits dort begann sich bei ihm eine Reizung des Schienbeines bemerkbar zu machen. Sie prägte sich in der Folge so stark aus, dass Pešić die folgenden zehn Monate lang nicht trainieren konnte. Erst genau ein Jahr später nahm er, erneut in Götzis, wieder an einem Zehnkampf teil. In der Folge gelang ihm auch die Qualifikation für die Europameisterschaften in Berlin. Wie bereits zwei Jahre davor in Amsterdam musste er den Zehnkampf dort ebenfalls nach dem Hochsprung abbrechen. 2019 trat er Ende Juni beim Mehrkampf-Meeting von Ratingen an, musste den Wettkampf allerdings bereits nach der ersten Disziplin, den 100 Metern, abbrechen, nachdem er sich eine Oberschenkelverletzung zuzog.
Anfang Februar 2021 absolvierte Pešić in Belgrad einen Siebenkampf mit neuer Bestpunktzahl von 6036, die zu jenem Zeitpunkt den zweiten Platz der Weltjahresbestenliste bedeuteten. Anfang des nächsten Monats trat er bei den Halleneuropameisterschaften in Toruń an. Dort kam er auf insgesamt 5824 Punkte und wurde am Ende Achter.

## Wichtige Wettbewerbe
| Jahr                   | Veranstaltung               | Ort                    | Platz                  | Disziplin              | Punktzahl              |
| Startet für Montenegro | Startet für Montenegro      | Startet für Montenegro | Startet für Montenegro | Startet für Montenegro | Startet für Montenegro |
| ---------------------- | --------------------------- | ---------------------- | ---------------------- | ---------------------- | ---------------------- |
| 2009                   | U18-Weltmeisterschaften     | Brixen                 | 14.                    | Achtkampf              | 5288 Punkte            |
| 2011                   | U20-Europameisterschaften   | Tallinn                | 13.                    | Zehnkampf              | 7062 Punkte            |
| 2013                   | U23-Europameisterschaften   | Tampere                | 14.                    | Zehnkampf              | 7522                   |
| 2016                   | Europameisterschaften       | Amsterdam              |                        | Zehnkampf              | DNF                    |
| 2017                   | Halleneuropameisterschaften | Belgrad                | 6.                     | Siebenkampf            | 5984 Punkte            |
| 2018                   | Europameisterschaften       | Berlin                 |                        | Zehnkampf              | DNF                    |
| 2021                   | Halleneuropameisterschaften | Toruń                  | 8.                     | Siebenkampf            | 6111 Punkte            |

## Persönliche Bestleistungen
Freiluft
- 100 Meter: 11,25 s, 27. Mai 2017, Götzis
- Weitsprung: 7,33 m, 25. Juni 2016, Pitesti, (montenegrinischer Rekord)
- Kugelstoßen: 15,47 m, 27. Mai 2017, Götzis
- Hochsprung: 2,01 m, 6. Mai 2012, Novi Sad
- 400 m: 50,65 s, 15. Mai 2015, Florenz
- 110 m Hürden: 14,59 s, 26. Juni 2016, Pitesti
- Diskuswurf: 46,62 m, 7. Mai 2012, Novi Sad
- Stabhochsprung: 4,60 m, 25. Mai 2014, Novi Sad, (montenegrinischer Rekord)
- Speerwurf: 62,20 m, 18. März 2012, Bar
- 1500 m: 4:24,73 min, 28. Mai 2017, Götzis
- Zehnkampf: 7846 Punkte, 28. Mai 2017, Götzis, (montenegrinischer Rekord)

Halle
- 60 m: 7,19 s, 6. Februar 2021, Belgrad
- Weitsprung: 7,24 m, 6. Februar 2021, Belgrad, (montenegrinischer Rekord)
- Kugelstoßen: 16,69 m, 6. Februar 2021, Belgrad
- Hochsprung: 2,08 m, 6. Februar 2021, Belgrad, (montenegrinischer Rekord)
- 60 m Hürden: 7,95 s, 16. Januar 2021, Belgrad, (montenegrinischer Rekord)
- Stabhochsprung: 4,72 m, 18. Februar 2017, Belgrad, (montenegrinischer Rekord)
- 1000 m: 2:38,23 min, 5. März 2017, Belgrad, (montenegrinischer Rekord)
- Siebenkampf: 6036 Punkte, 7. Februar 2021, Belgrad, (montenegrinischer Rekord)